# Bühler Holding
Bühler Holding AG er en schweizisk multinational producent af fabrikationsudstyr, som er baseret i Uzwil, Schweiz. Deres fabrikationsudstyr benyttes til fødevarer og fremstilling af forskellige materialer. De inkluderer maskiner til produktion af mel, dyrefoder, pasta, chokolade, samt komponenter til presseudstyr.
Bühler driver virksomhed i 140 lande og har 12.490 ansatte. Desuden har de 30 fabrikker på verdensplan. Virksomheden blev etableret i 1860 af Adolf Bühler Sr. og den er fortsat familiejet af Jeannine, Maya og Karin Bühler (femte generation).